# Geografia del Regne Unit
El Regne Unit de la Gran Bretanya i Irlanda del Nord (United Kingdom of Great Britain and Northern Ireland) és un estat de l'Europa occidental, a les illes Britàniques, que inclou un 1/6 de l'illa d'Irlanda. Aquest estat limita al nord amb l'oceà Atlàntic i el mar del Nord, i al sud amb el canal de la Mànega, a l'altra banda del qual es troba França. També limita amb Irlanda; com que Irlanda del Nord està sotmesa al Regne Unit, limita amb Irlanda del Sud. El Regne Unit és el centre de la Commonwealth. Es va formar per la successiva unió, al regne d'Anglaterra, de Gal·les (el 1536), Escòcia (el 1603), i Irlanda del Nord (Ulster, 1922). A més de l'illa de Gran Bretanya i la part nord-est d'Irlanda, estan incloses en el seu territori altres illes de l'arxipèlag britànic com: Wight, Man, Anglesey, Hèbrides, illes Òrcades i Shetland, i les petites illes Anglonormandes, davant de la península francesa de Cotentin.

## Geografia física
El Regne Unit comprèn Gran Bretanya (Anglaterra, Escòcia i Gal·les) i Irlanda del Nord. També, altres territoris, com les illes del Canal, Man i les colònies de la Corona formen part, de facto, de l'estat britànic.

### Relleu
Gran Bretanya es divideix tradicionalment en una zona muntanyosa al nord i a l'oest, i una zona de terra baixa al sud i a l'est. Una frontera que funciona de la desembocadura del riu Exe, al sud-oest, a la del Tees, al nord-est, és una expressió succinta d'aquesta divisió. En general, però, està dominat per turons rugosos i muntanyes baixes. A la part septentrional, es troben les muntanyes de Ross, els Grampians, els Southern Uplands i les muntanyes xeviot. A la part occidental, estan les muntanyes Penins, les muntanyes Cambrianes a Gal·les i Cornualla, que són prolongació de l'orogènesi varisca d'Europa. Les Terres Altes escoceses i les muntanyes de l'Ulster s'assemblen als plegaments caledonians que es poden veure a la península escandinava, recoberts per materials més recents, d'origen volcànic i de glacera. Totes aquestes serralades no són massa elevades. Entre les diferents serres, apareixen de vegades estretes terres més baixes, com els Lowlands (Escòcia) o els Midlands (Anglaterra).
La zona de planes o peneplà es concentra al sud-est de l'illa de Gran Bretanya, i és una continuació de la gran plana del nord d'Europa. És una conca sedimentària.

### Hidrografia

#### Rius
Els rius són més aviat curts, però el seu cabal és moderat, cosa que hi permet certa navegació. Tenen una certa importància econòmica. El més llarg, amb 354 km, i cabalós del país, és el Severn, que neix a Gal·les i creua també Anglaterra, i desemboca després a l'oceà Atlàntic pel seu estuari al sud-oest del país. És també el riu més cabalós d'Anglaterra. El seu principal afluent és el riu Tern. El segon en longitud és el Tàmesi, que és el més llarg d'Anglaterra, amb 346 km; creua Londres i desemboca al mar del Nord. El Swale, anglès, és afluent de l'Ure, que passa a ser l'Ouse, on aquest s'ajunta amb el Trent a Trent Falls (Faxfleet) i crea un gran estuari sotmès a l'acció de les marees, l'Humber. Des d'aquí fins al mar del Nord, marca la frontera entre el Riding Est de Yorkshire a la riba nord i Lincolnshire a la vora meridional. Encara que és un estuari, des del punt de vista de la seva formació, molts mapes el descriuen amb el nom de riu Humber. També destaquen diversos rius escocesos que desemboquen al mar del Nord: el Tay, que amb 188 km és el més llarg d'Escòcia, desemboca al fiord de Tay; Spey (desemboca en el Moray Firth), Tweed i el Dee. El riu més llarg d'Irlanda del Nord és el Bann, que mesura 122 km. El riu més llarg de Gal·les és el Towy (en gal·lès, Tywi), de 103 km.
Com a resultat de la seva història industrial, el Regne Unit té un ampli sistema de canals navegables, en la seva major part construït en els primers anys de la Revolució Industrial, abans de l'auge de la competició pels ferrocarrils. El Regne Unit també té nombrosos embassaments i pantans per a emmagatzemar aigües per a beure i per a la indústria. La generació d'energia hidroelèctrica és força limitada, i proporciona menys del 2% de l'electricitat britànica, principalment de les Terres Altes Escoceses.

#### Llacs
Els llacs abunden a Escòcia, on es diuen lochs, i hi ha una altra famosa regió, el districte dels Llacs al nord-est d'Anglaterra. Els llacs més grans del Regne Unit, segons els seus països, són: 
- Irlanda del Nord: Lough Neagh (381,74 km²).
- Escòcia: Lock Laomainn (71,12 km²).
- Anglaterra: Windermere (14,74 km²).
- Gal·les: llac Bala (en gal·lès, Llyn Tegid; 4,84 km²).

El llac més profund del Regne Unit és Loch Morar, amb una profunditat màxima de 309 metres. Loch Ness és el segon, amb 228 metres de profunditat. El llac més profund d'Anglaterra és el Wast Water, que baixa fins als 79 metres.

#### Costes

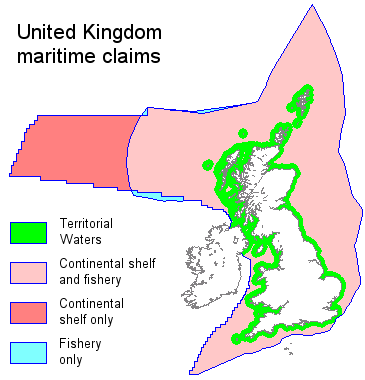
Pretensions marítimes del Regne Unit.

El Regne Unit té un litoral que mesura al voltant de 12.429 km. Les fortes esquerdes de la costa ajuden a assegurar que cap localització estigui a més de 125 km d'aigües de marea. Les costes són especialment retallades a Escòcia, on abunden els braços de mar llargs i profunds, els firths i els lochs, fiords semblants als escandinaus: Sleat, Lorn, Clyde, Solway Firth, badia de Morecambe, Cardigan, canal de Bristol, Dornach, Moray Firth, Firth of Forth i The Wash. Altres badies de la costa britànica són: la badia de Carbis, la badia de Lyme, l'estuari del Tàmesi, l'estuari del Humber i el Firth of Tay. La geologia del Regne Unit és tal que hi ha molts caps al llarg de la seva costa, entre els quals, els més notables són:
- Cornualla
  - Land's End
  - The Lizard
  - Cap Cornualla
- Cumbria
  - Furness
- Devon
  - Start Point
  - Cap Berry
  - Punta Hartland
  - Punta Avantpaís
- Dorset
  - Old Harry Rocks
  - Cap de St Alban
  - Portland Bill
- Illa de Wight
  - The Needles
  - Punta de Saint Catherine
- Kent
  - North Avantpaís
- Sussex Occidental
  - Selsey Bill
- Sussex Oriental
  - Cap Beachy
- Sutherland
  - Cap Wrath
- Gal·les
  - Península de Gower
  - Península de Lleyn
- Wigtownshire
  - Rhins de Galloway
- Yorkshire
  - Filey Brigg
  - Cap Flamborough
  - Cap Spurn

El Regne Unit reclama la jurisdicció sobre la plataforma continental, tal com es defineix en ordres de plataforma continental o d'acord amb els límits sobre els quals hi ha acords, una zona de pesca exclusiva de 200 milles nàutiques i un mar territorial de 12 milles nàutiques.
En conjunt, es calcula que el Regne Unit inclou prop de 1.098 petites illes, algunes naturals i d'altres fetes pels humans, els crannógs, fets en l'antiguitat amb pedra i fusta, als quals van anar afegint detritus naturals amb el temps. A Escòcia, especialment, hi ha una gran quantitat d'illes al llarg de les costes septentrional i occidental, i formen els arxipèlags de les Hèbrides, les Òrcades i les Shetland.
Illes d'Anglaterra
- Lundy
- Illes Scilly (Scilly)
- Illa de Wight
- Illes Farne
- Lindisfarne
- Illa de Portland
- Illa Walney
- Illa Burgh

Illes d'Escòcia
- Òrcades
- Shetland
  - Fair Isle
- Hèbrides Interiors
- Hèbrides Exteriors
- Rockall
- Bass Rock

Illes de Gal·les
- Anglesey
- Skomer
- Skokholm
- Illa Ramsey
- Illa Bardsey
- Illa Holy

Illes d'Irlanda del Nord
- Illa de Rathlin

Entre l'illa de la Gran Bretanya i la d'Irlanda, es troben el canal del Nord i el canal de Sant Jordi, que donen accés al mar d'Irlanda. Més escarpada i retallada n'és la costa occidental que l'oriental.

### Clima

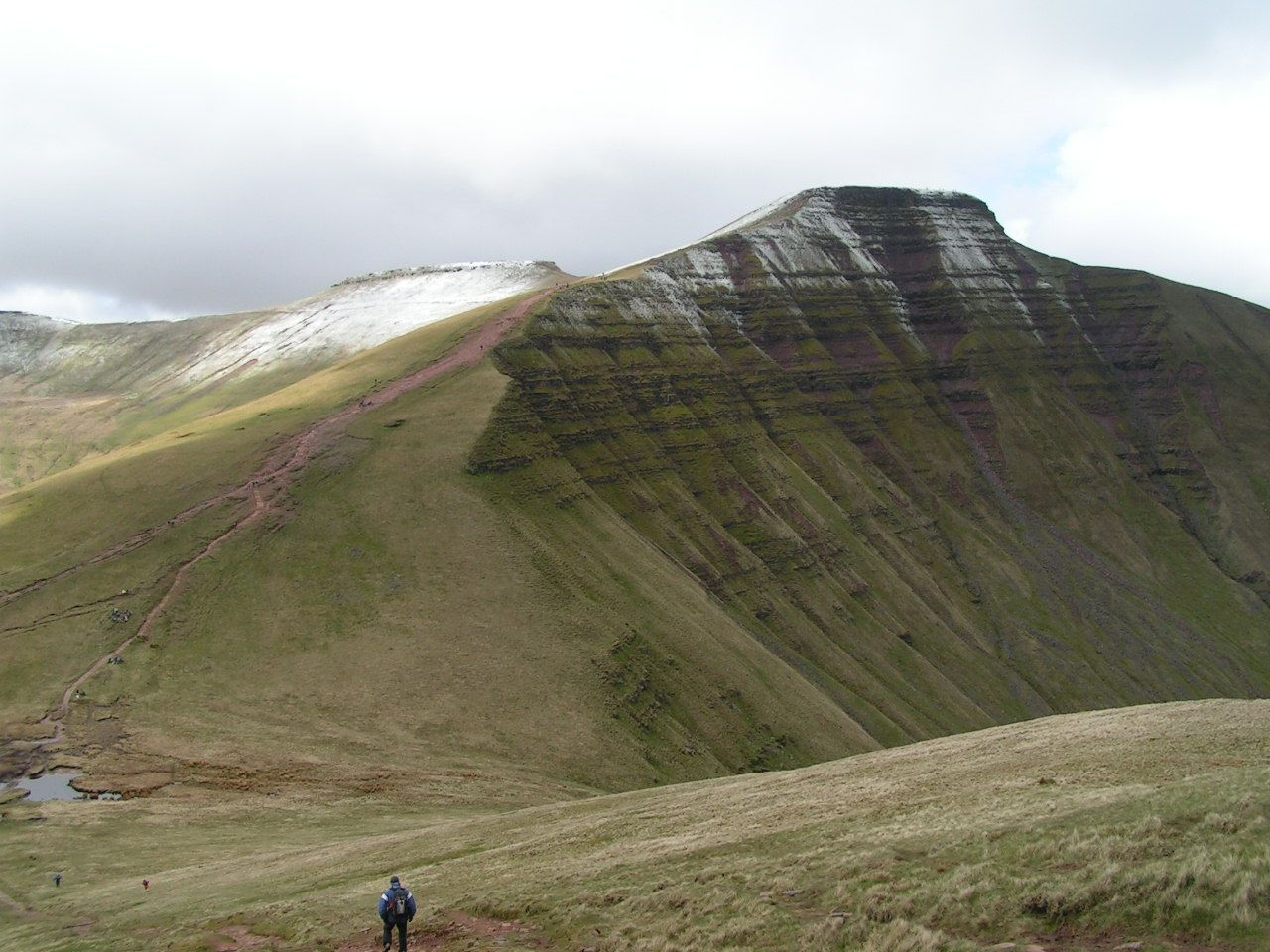
Paisatge gal·lès.

Pertany al clima marítim oceànic i temperat. El clima britànic és molt variable i pot passar d'un dia fred i plujós a un dia assolellat en només unes hores. També en varia bastant segons l'alçada i les regions. Els contrastos es deuen sobretot pels vents oceànics, que suavitzen les temperatures. Els vents del sud-oest prevalen sobre el corrent de l'Atlàntic Nord, de manera que el rigor del clima es modera. Està influït pel corrent del Golf (The Gulf Stream).
El clima és, en termes generals, temperat, encara que significativament més càlid que el d'altres llocs d'una latitud similar, com la Polònia central, a causa d'aquesta influència del corrent del Golf. En general, el sud és més càlid que el nord. La temperatura més alta registrada al Regne Unit van ser els 38,5 °C de Brogdale, prop de Faversham, al comtat de Kent, el 10 d'agost del 2003. La més baixa van ser -27,2 °C registrats a Braemar, a les muntanyes Grampians, Escòcia, l'11 de febrer del 1895 i el 10 de gener del 1982 i a Altnaharra, també a Escòcia, el 30 de desembre del 1995.
Més de la meitat dels dies està ennuvolat. La nuvolositat és extrema i la pluviositat abundant. La pluviositat anual mitjana varia de 3.000 mm de les Terres Altes escoceses fins als 553 mm de Cambridge. En general, el sud és més sec que el nord. Escòcia és el país més humit tots els mesos de l'any, excepte al maig, juny i desembre, en què plou més a Gal·les. El mes més plujós és gener, amb 170,5 mm de mitjana. Escòcia és també el país més ennuvolat al llarg de tot l'any, a part del juny i juliol, quan hi ha més núvols a Irlanda del Nord. El comtat d'Essex és un dels més secs del Regne Unit, amb una pluja anual mitjana de prop de 600 mm, encara que és típic que plogui més de 100 dies a l'any. En alguns anys, la pluja a Essex pot estar per sota dels 450 mm, menys que la pluja mitjana anual a Jerusalem i Beirut. Són freqüents les boires a les ciutats. Es poden produir forts vents i inundacions, especialment a l'hivern.
| Paràmetres climàtics mitjans de Londres, capital del Regne Unit | Paràmetres climàtics mitjans de Londres, capital del Regne Unit | Paràmetres climàtics mitjans de Londres, capital del Regne Unit | Paràmetres climàtics mitjans de Londres, capital del Regne Unit | Paràmetres climàtics mitjans de Londres, capital del Regne Unit | Paràmetres climàtics mitjans de Londres, capital del Regne Unit | Paràmetres climàtics mitjans de Londres, capital del Regne Unit | Paràmetres climàtics mitjans de Londres, capital del Regne Unit | Paràmetres climàtics mitjans de Londres, capital del Regne Unit | Paràmetres climàtics mitjans de Londres, capital del Regne Unit | Paràmetres climàtics mitjans de Londres, capital del Regne Unit | Paràmetres climàtics mitjans de Londres, capital del Regne Unit | Paràmetres climàtics mitjans de Londres, capital del Regne Unit | Paràmetres climàtics mitjans de Londres, capital del Regne Unit |
| Mes                                                             | Gen.                                                            | Feb.                                                            | Mar.                                                            | Abr.                                                            | Mai.                                                            | Jun.                                                            | Jul.                                                            | Ago.                                                            | Set.                                                            | Oct.                                                            | Nov.                                                            | Des.                                                            | Anual                                                           |
| --------------------------------------------------------------- | --------------------------------------------------------------- | --------------------------------------------------------------- | --------------------------------------------------------------- | --------------------------------------------------------------- | --------------------------------------------------------------- | --------------------------------------------------------------- | --------------------------------------------------------------- | --------------------------------------------------------------- | --------------------------------------------------------------- | --------------------------------------------------------------- | --------------------------------------------------------------- | --------------------------------------------------------------- | --------------------------------------------------------------- |
| Temperatura diària màxima °C (°F)                               | 7,2 (45)                                                        | 7,6 (45,7)                                                      | 10,3 (50,5)                                                     | 13,0 (55,4)                                                     | 17,0 (62,6)                                                     | 20,3 (68,5)                                                     | 22,3 (72,1)                                                     | 21,9 (71,4)                                                     | 19,1 (66,4)                                                     | 15,2 (59,4)                                                     | 10,4 (50,7)                                                     | 8,2 (46,8)                                                      | 14,4 (57,9)                                                     |
| Temperatura diària mínima °C (°F)                               | 2,4 (36,3)                                                      | 2,5 (36,5)                                                      | 3,8 (38,8)                                                      | 5,7 (42,3)                                                      | 8,7 (47,7)                                                      | 11,6 (52,9)                                                     | 13,7 (56,7)                                                     | 13,4 (56,1)                                                     | 11,4 (52,5)                                                     | 8,9 (48)                                                        | 5,1 (41,2)                                                      | 3,4 (38,1)                                                      | 7,5 (45,5)                                                      |
| Precipitació total mm (polzades)                                | 53 (2,1)                                                        | 36 (1,4)                                                        | 48 (1,9)                                                        | 47 (1,9)                                                        | 51 (2)                                                          | 50 (2)                                                          | 48 (1,9)                                                        | 54 (2,1)                                                        | 53 (2,1)                                                        | 57 (2,2)                                                        | 57 (2,2)                                                        | 57 (2,2)                                                        | 611 (24,1)                                                      |
| Font: World Weather Information: "London" 8 juliol 2010.        |                                                                 |                                                                 |                                                                 |                                                                 |                                                                 |                                                                 |                                                                 |                                                                 |                                                                 |                                                                 |                                                                 |                                                                 |                                                                 |

### Medi ambient
La gran humitat de les illes afavoreix el creixement de vegetació atlàntica. Hi ha boscos de roures i faigs fins als 500 metres d'altitud. D'acord amb la normativa de la Unió Europea, el territori d'aquest país pertany a la regió biogeogràfica atlàntica. Destaquen en el seu patrimoni natural un bé mixt, Patrimoni de la Humanitat declarat per la UNESCO: Sant Kilda, i quatre béns naturals: Calzada i Costa del Gegant, Illa de Henderson, illes Gough i Illa Inaccessible i el Litoral de Dorset i de l'est de Devon. Té una desena de reserves de la biosfera, entre aquestes, Beinn Eighe. 1274,323 hectàrees estan protegides, com ara aiguamolls d'importància internacional, a l'empara del Conveni de Ramsar, en total, 168 llocs Ramsar.
Quant als temes mediambientals, cal assenyalar que les emissions de diòxid de sulfur de les centrals elèctriques contribueixen a la contaminació atmosfèrica. Alguns rius estan contaminats per residus agrícoles. Les aigües costaneres es troben contaminades a causa de l'abocament d'un gran volum d'aigües residuals al mar.

## Geografia humana
La població del Regne Unit es calcula en 61.113.205 habitants (juliol del 2009), la qual cosa dona una densitat de 250,86 habitants per quilòmetre quadrat. La població es concentra en un 90% a les ciutats, cosa que el converteix en l'estat més urbanitzat del món.
Pel que fa als grups ètnics, són majoritàriament blancs (dels quals són anglesos el 83,6%, escocesos el 8,6%, gal·lesos el 4,9%, nord-irlandesos el 2,9%) 92,1%, negres 2%, hindús 1,8%, pakistanesos 1,3%, mestissos 1,2%, d'altres 1,6% (cens del 2001). Els britànics deriven d'una barreja que es va produir al llarg de la història per invasions de celtes (cimbris, gals), germànics occidentals (angles, saxons) i escandinaus. Durant diversos segles, els anglesos van emigrar a les colònies del seu imperi britànic, i aquesta pèrdua de població s'ha anat compensant amb l'arribada a la metròpoli de persones provinents d'aquests països, en particular del sud-est asiàtic, d'aquí les minories pakistaneses i hindús al país.
La llengua oficial és l'anglès, encara que també parlen gal·lès el 26% de la població de Gal·les, i el gaèlic escocès el parlen al voltant de 60.000 escocesos.
El 71,82% de la població és cristiana, principalment anglicana, encara que també hi ha catòlics, presbiterians i metodistes. Hi ha un 2,78% de musulmans, un 0,98% que professa l'hinduisme i un 22,81% de creences sense especificar o sense cap, segons un cens de 2011.
La capital, Londres, té una àrea metropolitana amb 8,173,900 habitants, la segona àrea metropolitana d'Europa després de Moscou. Però hi ha tot un seguit de ciutats importants: Birmingham, Glasgow, Liverpool, Leeds, Sheffield, Edimburg (capital d'Escòcia), Bristol, Manchester, Leicester, Coventry, Kingston upon Hull, Cardiff (capital de Gal·les, 292.150 hab.) i Belfast (capital d'Irlanda del Nord, 276.459 hab.).
Tradicionalment, el Regne Unit es dividia en cent dos comtats, dels quals 46 són d'Anglaterra, 33 d'Escòcia, 13 del País de Gal·les i 8 d'Irlanda del Nord.
Comtats d'Anglaterra
Bedfordshire (cap. Bedford), Berkshire (Reading), Buckinghamshire (Aylesbury), Cambridgeshire (Cambridge), Cornualla i illes Scilly (Truro), Cumberland (Carlisle), Cheshire (Chester), Derbyshire (Derby), Devon (Exeter), Dorset (Dorchester), Durham (Durham), Essex (Chelmsford), Gloucestershire (Gloucester), Greater London (Londres), Hampshire (Winchester), Herefordshire (Hereford), Hertfordshire (Hertford), Huntingdonshire i Peterborough (Huntingdon i Godmanchester), Kent (Maidstone), Lancashire (Preston), Leicestershire (Leicester), Lincolnshire: Holland (Boston), Kesteven (Sleaford), Lindsey (Lincoln); Norfolk (Norwich), Northamptonshire (Northampton), Northumberland (Newcastle-upon-Tyne), Nottinghamshire (Nottingham), Oxfordshire (Oxford), Rutland (Oakham), Shropshire (Shrewsbury), Somerset (Taunton), Staffordshire (Stafford); Suffolk, East (Ipswich); West Suffolk (Bury St Edmunds); Surrey (Guildford); Sussex, East (Lewes); Sussex, West Sussex (Chichester); Warwickshire (Warwick), Westmorland (Kendal), Illa de Wight (Newport), Wiltshire (Trowbridge), Worcestershire (Worcester), Yorkshire: East Riding (Beverley), North Riding (Northallerton), West Riding (Wakefield).
Comtats de Gal·les
Anglesey (cap. Llangefni), Breconshire (Brecknock), Caernarvonshire (Caernarvon), Cardiganshire (Aberystwyth), Carmarthenshire (Carmarthen), Denbighshire (Ruthin), Flintshire (Mold), Glamorgan (Cardiff), Merionethshire (Dolgellau), Monmouthshire (Newport), Montgomeryshire (Welshpool), Pembrokeshire (Haverfordwest), Radnorshire (Llandrindod Wells).
Comtats d'Escòcia

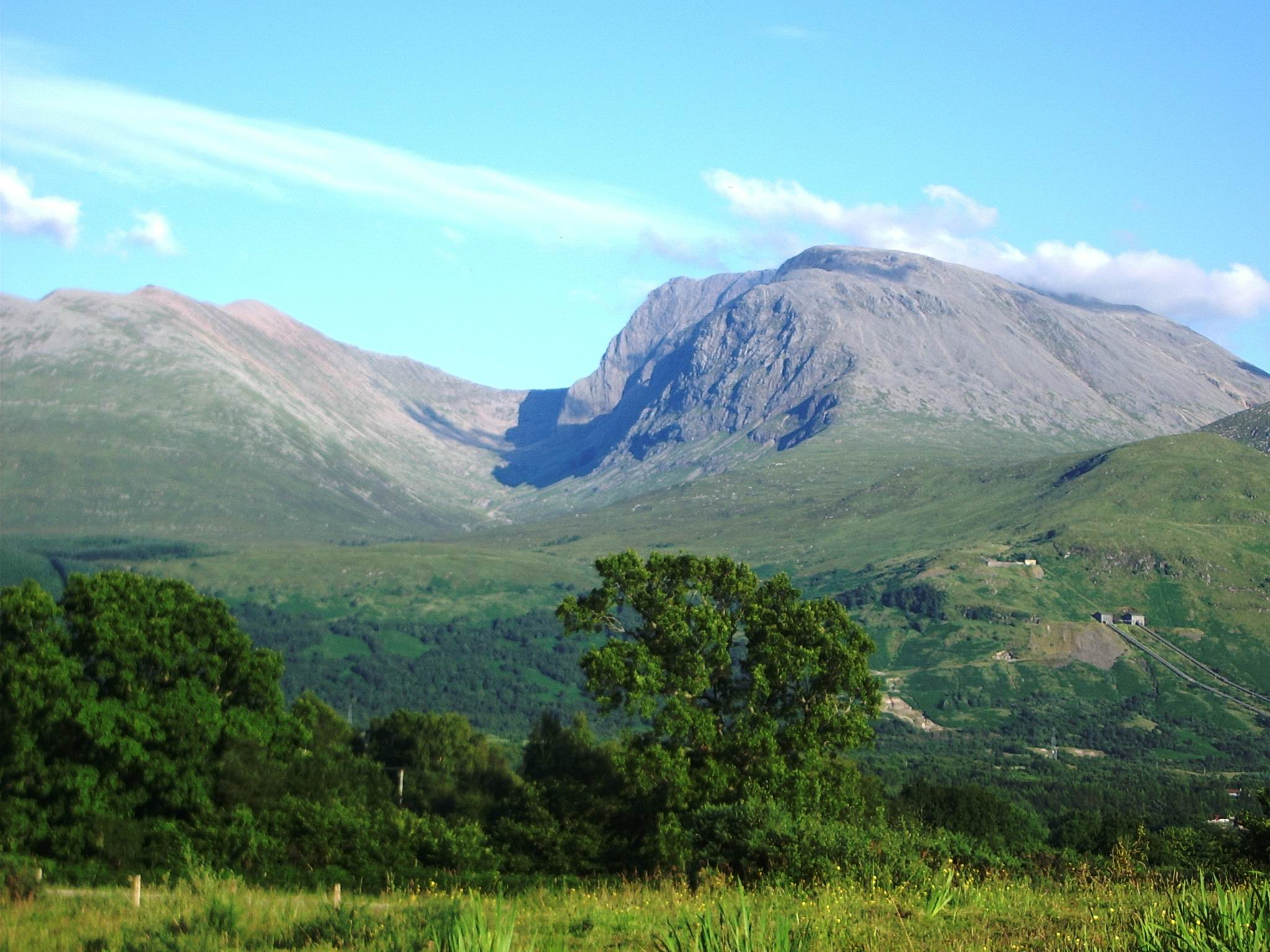
Ben Nevis, Escòcia

Aberdeen (cap. Aberdeen), Angus (Forfar), Argyll (Lochgilphead), Ayr (Ayr), Banff (Banff), Berwick (Duns), Bute (Rothesay), Caithness (Wick), Clackmannan (Alloa), Dumfries (Dumfries), Dunbarton (Dumbarton), East Lothian (Haddington), Fife (Cupar), Inverness (Inverness), Kincardine (Stonehaven), Kinross (Kinross), Kirkcudbright (Kirkcudbright), Lanark (Glasgow), Midlothian (Edimburg), Moray (Elgin), Nairn (Nairn), Orkney (Kirkwall), Peebles (Peebles), Perth (Perth), Renfrew (Paisley), Ross i Cromarty (Dingwall), Roxburgh (Newtown St Boswells), Selkirk (Selkirk), Shetland (Lerwick), Stirlingshire (Stirling), Sutherland (Golspie), West Lothian (Linlithgow), Wigtown (Stranraer).
Comtats d'Irlanda del Nord
Comtat d'Antrim (cap. Belfast), Armagh (Armagh), Belfast (county borough), Down (Downpatrick), Fermanagh (Enniskillen), Comtat de Londonderry, Tyrone (Omagh).
Les divisions administratives són actualment més complexes. A Anglaterra, hi ha 34 comtats two-tier (com, per exemple Bedfordshire), 32 boroughs de Londres (Barking i Dagenham) i una city, la city of London o Greater London, 36 comtats metropolitans (com ara Barnsley) i 46 autoritats unitàries, per exemple Blackpool.
Irlanda del Nord va estar dividida tradicionalment en sis comtats històrics: comtat d'Antrim, comtat d'Armagh, comtat de Down, comtat de Fermanagh, comtat de Londonderry i comtat de Tyrone. Ja no es fan servir per al govern local; en lloc d'això, hi ha 26 districtes d'Irlanda del Nord (district council areas), que tenen diferents extensions geogràfiques, fins i tot en el cas d'aquells que s'anomenen com els comtats. A Escòcia, hi ha 32 autoritats unitàries, com ara Edimburg o Glasgow. I a Gal·les, també hi ha 22 autoritats unitàries, com Cardiff o l'illa d'Anglesey.

## Geografia econòmica
Els recursos naturals del país són: carbó (els jaciments n'apareixen a Yorkshire, Derbyshire, Nottinghamshire, Northumberland, Gal·les meridional i Escòcia: Durham, i Staffordshire), petroli (plataforma continental del mar del Nord, gas natural (Escòcia), estany, pedra calcària, ferro, sal, argila, plom. Les conques hulleres de les Midlands (Anglaterra) van entrar en clara regressió a mitjans dels anys 1980, i es tancaren nombroses mines de carbó. Tanmateix, les reserves de gas i petroli estan declinant i el Regne Unit va passar a ser importador net d'energia l'any 2005. Quant a l'ús del sòl, cal assenyalar que el 48,89% del terreny es dedica a pastures permanents, mentre que el 10% està format per boscos i arbrat (est. 1993). El regadiu ocupa 1.080 quilòmetres quadrats (est. 1993).
El Regne Unit va ser agrícola i ramader, però també el primer país que es va industrialitzar, i és el lloc on es va originar la Revolució Industrial a causa de l'energia del carbó, que va donar auge a la indústria tèxtil i siderúrgica. Després de la Segona Guerra Mundial, i malgrat la pèrdua de l'Imperi Britànic, es va convertir en líder del comerç europeu i en centre financer. A partir dels anys 1980, el govern va privatitzar les empreses públiques i va contenir la despesa social. És un dels membres del quintet d'economies del trilió de dòlars de l'Europa occidental.
Els majors ingressos del producte interior brut són els que proporciona el sector de serveis, en particular la banca, el sector de les assegurances i els negocis, que aporten el 76,3% del PIB i empren el 80% de la població activa. La necessitat d'importar matèries primeres i d'exportar les seves manufactures ha fet, de sempre, del Regne Unit un dels líders del comerç mundial.
L'agricultura és intensiva, altament mecanitzada i molt eficient, segons els estàndards europeus, i es produeix al voltant del 60% de les necessitats alimentàries amb menys del 2% de la població activa i produeix el 0,8% del PIB. Els majors rendiments s'obtenen a la plana sud-est. S'hi produeixen cereals (ordi, blat, civada), colza oleaginosa, patates i hortalisses. Les pastures i prats permanents (estimats en els 80 al voltant del 47% del territori) permeten el pasturatge de bestiar boví i d'ovelles; també hi ha aviram. Finalment, té un important sector pesquer, i en són els ports més destacats Kingston upon Hull i Aberdeen.
La indústria, que va ser la base de l'economia durant més de dos segles, té cada vegada menys importància. Actualment, només contribueix al PIB en un 23,8%. Les indústries produeixen maquinària, equipament elèctric i electrònic, ferroviari, construcció naval, avions, vehicles de motor i els components, equipament electrònic i de comunicacions, metalls, productes químics, carbó, petroli, paper i productes paperers, aliments processats, teixits, roba i altres béns de consum.